# Internationella läkarrörelsen mot kärnvapen
Internationella läkarrörelsen mot kärnvapen (engelska: International Physicians for the Prevention of Nuclear War; förkortat IPPNW) är en internationell läkarrörelse som verkar för att förhindra kärnvapenkrig genom att påverka allmänna opinionen och beslutsfattare utifrån ett medicinskt och allmänmänskligt perspektiv. Organisationen verkar för total nedrustning av alla kärnvapen.
Organisationen finns i 63 länder och har ungefär 150 000 läkare och medicinstudenter som medlemmar. Den har sitt upphov i skuggan av det kalla kriget och bildades 1980. Läkarna Bernard Lown, James Muller och Eric Chivian från USA och Yevgeny Chazov, Leonid Ilyin och Michail Kuzin från Sovjetunionen träffades i Genève och kom överens om att starta en internationell organisation av läkare för att arbeta för att förhindra kärnvapenkrig i världen. Organisationen tilldelades Nobels fredspris 1985 för sitt arbete med att sprida information om kärnvapnens medicinska effekter.
En svensk avdelning av föreningen är Svenska läkare mot kärnvapen.